# Hombre marcado
Hombre marcado (título en inglés: The Mark), es una película de drama británica de 1961, dirigida por Guy Green y protagonizada por Stuart Whitman , Maria Schell y Rod Steiger.
La película fue seleccionada para competir por la Palma de Oro en el Festival de Cine de Cannes y Whitman fue nominado al Oscar al Mejor Actor.

## Sinopsis
Jim Fuller sale de prisión después de cumplir condena por intento de cometer abuso de menores. Intenta regresar a la sociedad mientras lidia con sus demonios psicológicos con la ayuda del psiquiatra Dr. McNally.
Después de encontrar empleo, Jim comienza una relación romántica con Ruth Leighton, la secretaria de la empresa, y parece estar en camino a una vida mejor. Sin embargo, cuando se denuncia a un niño como posible víctima de abuso, la policía detiene a Jim para interrogarlo. Tiene una coartada genuina y finalmente es absuelto, pero un periodista sensacionalista expone la condena anterior de Jim y se convierte en un paria en su nueva comunidad.

## Reparto
- Stuart Whitman como Jim Fuller
- Rod Steiger como el Dr. Edmund McNally
- Maria Schell como Ruth Leighton
- Brenda de Banzie como Gertrude Cartwright
- Donald Houston como Austin
- Donald Wolfit como Andrew Clive
- Paul Rogers como Roy Milne
- Maurice Denham como Arnold Cartwright

## Recepción
Su tema lo hizo controvertido y fue criticado por hacer que un pedófilo fuera demasiado comprensivo. También recibió críticas favorables por su tratamiento de un tema difícil y elogios por la actuación, escritura y dirección. Green dijo que la película fue muy apreciada en Hollywood, al igual que su película anterior, The Angry Silence , y dio lugar a ofertas de Hollywood como Light in the Piazza.